# Rosetta Cattaneo
Rosetta Cattaneo (14 gennaio 1919 – 14 luglio 1988) è stata una velocista italiana.

## Biografia
Nel 1938 prese parte ai campionati europei conquistando la medaglia di bronzo nella staffetta 4×100 metri con le compagne Maria Alfero, Maria Apollonio e Italia Lucchini.
Nel 1940 stabilì il record italiano dei 200 metri piani con 25"3.
Fu quattro volte campionessa italiana assoluta dei 200 metri piani tra il 1939 e il 1943 e nel 1941 fu campionessa italiana della staffetta 4×100 metri con Ida Matteuzzi, Gisella Daverio e Lia Bertos.

## Record nazionali
- 200 metri piani: 25"3 (1940)

## Palmarès
| Anno | Manifestazione | Sede   | Evento  | Risultato | Prestazione | Note |
| ---- | -------------- | ------ | ------- | --------- | ----------- | ---- |
| 1938 | Europei        | Vienna | 4×100 m | Bronzo    | 49"4        |      |

## Campionati nazionali
- 4 volte campionessa italiana assoluta dei 200 m piani (1939, 1940, 1942, 1943)
- 1 volta campionessa italiana assoluta della staffetta 4×100 m (1941)

1938
- Bronzo ai campionati italiani assoluti, 100 m piani - 12"9

1939
- Oro ai campionati italiani assoluti, 200 m piani - 25"7

1940
- Oro ai campionati italiani assoluti, 200 m piani - 25"9
- Argento ai campionati italiani assoluti, 100 m piani - 12"7

1941
- Oro ai campionati italiani assoluti, staffetta 4×100 m - 49"9 (con Ida Matteuzzi, Gisella Daverio e Lia Bertos)

1942
- Oro ai campionati italiani assoluti, 200 m piani - 26"0
- Argento ai campionati italiani assoluti, staffetta 4x100 m - 50"2

1943
- Oro ai campionati italiani assoluti, 200 m piani - 26"1

1945
- Oro ai campionati dell'Alta Italia, 200 m piani - 27"1[2]